# 茅瓜
茅瓜（学名：Solena amplexicaulis）为葫芦科茅瓜属下的一个种。